# Джексон, Куинтон
Куинтон Рамон Джексон (англ. Quinton Ramone Jackson; род. 20 июня 1978 года в Мемфисе, Теннесси, США, более известный как Куинтон «Rampage» Джексон) — американский профессиональный боец смешанного стиля, актёр. Джексон получил известность благодаря участию в боях в Pride FC и впоследствии завоевал титул чемпиона UFC в полутяжёлом весе. В первой защите титула против Дэна Хендерсона объединил титулы UFC и Pride FC тем самым стал одним из двух бойцов объединивших титулы UFC и Pride FC.
Чемпион Bellator Season 10 Light Heavyweight Tournament.
За пределами ринга он известен своим юмором и яркой индивидуальностью.

## Карьера в смешанных боевых искусствах
Куинтон «Rampage» Джексон попробовал первый раз вкус боевого спорта как борец высшей школы (Raleigh-Egypt High School), где его успешная карьера была подкреплена многими наградами. Первоначально Джексон намеревался продолжать карьеру в профессиональной борьбе после окончания высшей школы, но в конце концов прекратил напрягать силы в любительской карьере младшего колледжа, прежде чем открыл смешанные боевые искусства. Под впечатлением от успехов других бойцов смешанного стиля, Джексон решил попробовать свои собственные силы в этом спорте. Он добился впечатляющего результата, 11 побед и 1 поражение, проводя бои в разнообразных, но небольших по масштабу, американских промоушенах, включая King of the Cage, Gladiator Challenge и Dangerzone.

## Pride FC
Pride FC принес ему настоящий успех в мире смешанных боевых искусств, а не его ранние успехи на родной земле. Войдя в 2001 году в Pride, как неизвестный сперва боец, Джексон встретился на PRIDE 15 против коллеги борца и японской суперзвезды Кадзуси Сакураба, который в то время был наиболее выдающимся местным бойцом. Джексон проиграл из-за удушающего сзади, но это выступление привлекло фанатов Pride и организаторов.
После победы над профессиональным борцом Александром Оцука в бою Battlarts, Джексон был приглашён назад на PRIDE 17, где он победил нокаутом партнера Оцуки по тренировкам, Юки Исикава. В следующем бою Джексон был дисквалифицирован за случайный удар в пах коленом против Дайдзиро Мацуи.
Затем Джексон продолжал наносить поражения Дмитрию Богачеву, Игорю Вовчанчину, Кевину Рэндлмену и Михаилу Илюхину в успешных схватках Pride. Он также попробовал себя в кикбоксинге, где победил пару раз кикбоксера Кирилла Абиди по правилам K-1. В 2002 году, когда Pride и К-1 менялись талантами, Джексона отправили драться с Абиди по правилам К-1. Первая схватка между Кириллом и Куинтоном была 14 июля 2002 года. Многие ожидали, что дикий стиль ударов Джексона не пройдет на ринге К-1, полагая, что он будет оставлен позади таким дисциплинированным бойцом и ударником как Абиди. Вместо этого Куинтон сокрушил Абиди с ударом гонга, и отправил в нокдаун Кирилла меньше, чем за минуту. Затем Джексон провёл жесткий хитрый правый в подбородок Абиди, нокаутировав его только на 1:55 первого раунда.
Позже в этом году Абиди хотел доказать, что его поражение необученному Джексону было не более, чем счастливая случайность, и встретился с ним в канун Нового года на событии Inoki Bom-Ba-Ye, и снова по правилам К-1. Джексон дал повод для критики остальным людям, когда один раз победил Абиди, в этот раз дал повод не быстрым нокаутом, но по явному решению судей. Это был последний опыт Джексона в кикбоксинге, так как он полностью вернулся на соревнования смешанных боевых искусств после второй победы над Абиди.
Примерно в это время, Джексон начал заявлять свои намерения захватить титул Pride в среднем весе у Вандерлея Силвы. В первом туре Pride’s 2003 Middleweight Grand Prix, Джексон победил Murilo Bustamante раздельным решением судей. Три месяца спустя Куинтон нанес поражение бойцу UFC Чаку Лидделлу в полуфинале турнира Pride Final Conflict 2003. Секундант Лидделла остановил этот бой. Этот бой приблизил его к финальной схватке с Силвой на этом турнире. Джексон дрался против Силвы в бою, который назвали боем года различные СМИ смешанных боевых искусств. После перевода Вандерлея Силвы в партер и нарушения, рефери поднял бойцов в стойку и затем Джексон был потрясен серией ударов коленями в голову (TKO).
Куинтон продолжил побеждать в Pride таких бойцов, как Ikuhisa Minowa и Рикардо Арона, закончив схватку мощным слэмом (slam) в бою против Рикардо и отправив его в нокаут, когда Арона захватил Джексона в очень крепкий удушающий «треугольник».
До реванша с Силвой, Джексон, известный своей дерзкой славой, сделал объявление о своём переходе в христианство. В бою Джексон сбил с ног Силву в первом раунде и позже проводил тейкдауны, которые привели к серии коленями и локтями в конце раунда. Джексон провел другой тейкдаун во втором раунде, но Силва вырвался в стойку и отправил в нокаут Джексона с помощью ударов коленями в голову во второй раз.
Следующие два боя Джексона были против партнеров Силвы по тренировкам (Chute Boxe). Он выиграл разделенным решением в бою против Мурило Руа, но проиграл младшему брату Маурисиу Руа техническим нокаутом на Pride 2005 Middleweight Grand Prix, где Руа сломал Куинтону несколько рёбер в начале боя и победил футбольным ударом в голову Джексона.
Джексона выругали его тренеры после проигрыша Маурисиу Руа. Вскоре после этого Джексон связался с ветераном бокса и тренером смешанных боевых искусств Хуанито Ибаррой, который увидел потенциал в природных способностях Джексона, но оценил его нечестивую репутацию как гибель. После короткого разговора Джексон доверился Ибарре, обрел веру, а также организаторское и тренировочное направление своей карьеры.
Затем Куинтон одержал победы над Hirotaka Yokoi и Yoon Dong-Sik, перед тем, как покинул Pride.

## После Pride FC
16 мая 2006 года World Fighting Alliance объявил, что Джексон подписан на мульти-бойцовский договор. Он победил Мэтта Линдлэнда раздельным решением на WFA: King of the Streets 22 июля 2006 года. «Он хороший боец — сказал Джексон. — Я усердно тренировался. Он Олимпийский серебряный медалист. Поэтому столько уважения к нему. Я знал, что должен был довести его». Матч оказался жёстким для уроженца Мемфиса, который был пойман на удушающий приём («гильотину») дважды. Куинтону удалось выбраться из удушающего оба раза и сделать слэм (slam) Линдлэнду несколько раз, прежде чем рассечь ему переносицу во время партера на пути к победе.

## Карьера в UFC
11 декабря 2006 года «Зуффа», компания-учредитель UFC, объявила, что приобрела избранные активы у World Fighting Alliance, который прекратил работу как участник их договора купли-продажи. Контракт WFA Джексона был одним из тех приобретённых активов.
В интервью программы UFC «Inside the UFC» Джексон сказал, что это финальное время для него, чтобы вступить в организацию, и он не был там до этого из-за дружбы с бойцом UFC Тито Ортисом. Джексон сказал это, потому что Ортис был одной из крупных звёзд UFC и оба бойца были в одной весовой категории, он не хотел мешать.
Джексон дебютировал на UFC 67, где нокаутировал Марвина Истмана, отомстив за проигрыш, когда только начинал карьеру в смешанных единоборствах.
На UFC 71 26 мая 2007 года Джексон встретился с чемпионом полутяжелого веса Чаком Лидделлом в титульном реванше боя Pride FC за 2003 год. Приблизительно на 90 секунде первого раунда, Джексон попал Лидделлу правым хуком в челюсть, который отправил Чака на маты, после чего Джексон избивал его до остановки боя рефери на 1:53, завоевав титул UFC в полутяжёлом весе.
Затем Куинтон нанес поражение чемпиону Pride во втором среднем весе Дэну Хендерсону на UFC 75, прошедшем 8 сентября 2007 года в Лондоне. Победа единогласным решением позволила объединить два титула организаций.
После пребывания на The Ultimate Fighter и титульного боя с Форрестом Гриффином, следующий бой Джексона провел против Вандерлея Силвы, единственного человека, который побил Куинтона дважды. Джексон отомстил за прошлые поражения, нокаутировав Силву левым хуком на 3:21 в первом раунде. За эту убедительную победу он получил награду «Лучший нокаут вечера».

## The Ultimate Fighter 7
9 декабря 2007 года Дэйна Уайт на шоу Spike TV’s Video Game Awards объявил, что Джексон будет одним из двух тренеров на The Ultimate Fighter 7. В конце сезона Джексон дрался с другим тренером и претендентом номер один Форрестом Гриффином на UFC 86. Во время шоу Джексон показал свой характер после того, как его бойцы несколько раз проиграли команде Форреста. В полуфинал попало только два первоначальных бойца Джексона, в то время как у Форреста было 6 бойцов. В финальном отборе команды Гриффина, Amir Sadollah побил топового бойца из команды Джексона C.B. Dollaway, с помощью болевого (armbar) в первом раунде.
5 июля 2008 года он дрался с Гриффином за титул в полутяжелом весе на UFC 86. В первом раунде боя Куинтон пошатнул Гриффина двумя крепкими ударами, и вскоре после этого послал его в нокдаун. Сила Джексона оказалась проблематичной для молодого Гриффина, так как Куинтон последовательно преследовал его в продолжение боя. В отличие от этого, Гриффин поднимал темп боя от начала и до конца и оставался гораздо более агрессивным, чем Джексон в течение второго раунда, подключая многочисленные удары ногами, партер, и проводя удары локтями в голову. В последних раундах Джексону удалось сделать тейкдаун дважды и навязать свою игру в партере, и даже осуществить свою характерную мощную бомбу. Многие обратили внимание, как Джексон показывал явный дискомфорт вследствие ударов ногами. Следующие три раунда были описаны Sherdog, как «отчасти не имеющие важных событий», поиски Джексона как бы нокаутировать, пока Гриффин выбрасывал какие мог длинные джебы, ноги и удары в корпус. Гриффину присудили победу разделенным решением со счетом 46-48, 46-48 и 46-49. Многие посчитали это неожиданным поражением. После боя, оба, Гриффин и его тренер Рэнди Кутюр, высказались, что они думали бой был равным. И тренер Джексона, Хуанито Ибарра, планировал возразить против разделенного решения в Государственной спортивной комиссией города Невады (Nevada State Athletic Commission). Однако, после разговора с комиссией по поводу жалобы, он решил не подавать документы, потому что ему сказали, что даже если счёт судей будет изменён к его удовлетворению, бой всё ещё имеет результат в пользу выигрыша Гриффина большинством судей. Вскоре после боя, Куинтон уволил своего давнего тренера и менеджера Ибарру. Были переговоры по поводу ближайшего реванша после этого боя.

## Личная жизнь
Джексон проживает на ранчо Ладера и воспитывает со своей женой Юки четверых детей.